# Згорња Сливница
Згорња Сливница (словен. Zgornja Slivnica) је насељено место у општини Гросупље, Средњесловенска регија, Словенија.

## Историја
До територијалне реорганизације у Словенији била је у саставу старе општине Гросупље.

## Становништво
У попису становништва из 2011. године, Згорња Сливница је имала 104 становника.
| Број становника према пописима | Број становника према пописима | Број становника према пописима |
| ------------------------------ | ------------------------------ | ------------------------------ |
| 1991                           | 2002                           | 2011                           |
| 79                             | 94                             | 104                            |

## Галерија
- Магдаленска гора
- црквени торањ
- стара архитектура
- стуб